# Signature Aviation
Signature Aviation plc ist ein britisches multinationales Unternehmen mit Sitz in London, welches Dienstleistungen im Bereich der Flugzeugabfertigung an etwa 400 Standorten anbietet. Anteile werden an der London Stock Exchange gehandelt.

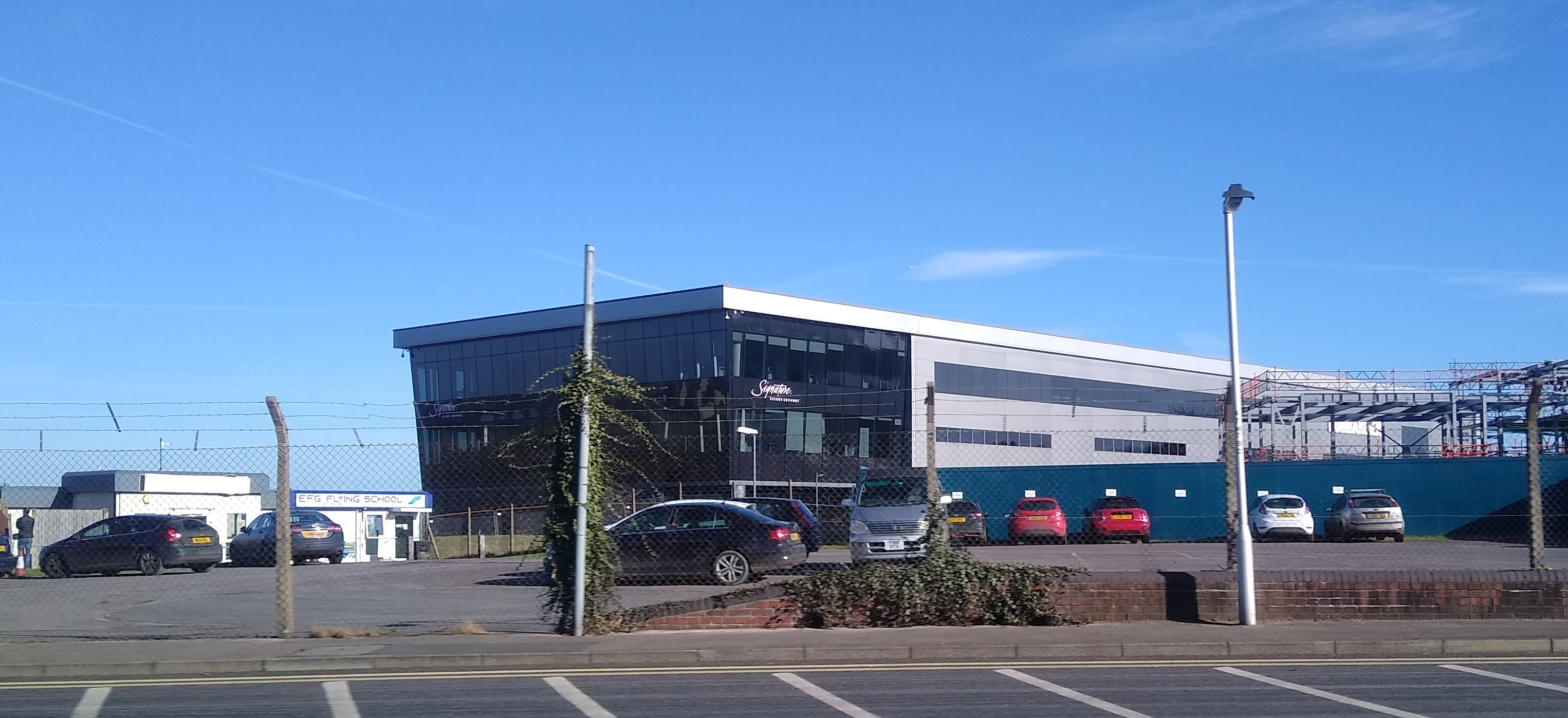
Signature Flight Support Gebäude am Biggin Hill Airport in London

## Geschichte
Das Unternehmen geht auf ein 1879 in Schottland gegründetes Textilunternehmen für Maschinenriemen in Dundee, Schottland zurück. Später wechselte das Unternehmen den Namen zu Scandinavia Belting Limited und BB&A Limited. Ab 1939 wurden vor allem Materialien für Bremsen im Automobil- und Flugzeugbereich hergestellt. 1986 wurde die Firma APPH, welche Landefahrwerke und Hydraulikkomponenten fertigte, übernommen.
Nach mehreren Unternehmensübernahmen und -fusionen entstanden die zwei Geschäftsbereiche „Aviation“ und „Materials Technology“. Nachfolgend wurden weitere Firmen im Bereich der Flugzeugabfertigung und -instandhaltung erworben. 2005 und 2006 trennte man sich vom Materialbereich und spezialisierte sich ausschließlich auf die Luftfahrt. Dieser Unternehmensbereich lief unter dem Namen „Signature“. Nach weiteren Übernahmen wurde 2019 bekannt, dass sich das Unternehmen von der Triebwerks-Reparatursparte trennen und den Namen des Gesamtunternehmens in „Signature Aviation“ zu ändern plant.

## Tätigkeitsbereiche
Aktuell bietet das Unternehmen unter anderem Flugzeugwartung, Bodenabfertigung und Charterflüge an. Eigenen Angaben zufolge sei Signature Aviation der weltweit größte Anbieter in diesem Bereich. Zu den Kunden zählen vor allem die Kleinluftfahrt, Privatjet-Betreiber sowie Regionalfluggesellschaften. Das Angebot ist in Nord- und Südamerika, Europa, Asien und Afrika verfügbar.